# Kafrehmul
Kafrehmul (tiếng Ả Rập: الكفر كفريحمول  cũng đánh vần, Kafr Yahmul) là một ngôi làng Syria nằm ở Maarrat Misrin Nahiyah ở huyện Idlib, Idlib. Theo Cục Thống kê Trung ương Syria (CBS), Kafrehmul có dân số 3179 trong cuộc điều tra dân số năm 2004.